# Port Fourchon
Port Fourchon est une ville portuaire située dans le sud de la Louisiane aux États-Unis. Elle se trouve dans la paroisse de Lafourche. 

## Géographie
Port Fourchon est un port aux infrastructures de terminal pétrolier situé à l'embouchure du bayou Lafourche à l'Ouest de Grand Isle et de la baie de Barataria, face à la mer et au golfe du Mexique et à l'Est de la baie de Terrebonne et des îles Timbalier. Port Fourchon est accessible par la route qui longe le bayou Lafourche. Celle-ci poursuit son parcours jusqu'à Grand Isle en longeant le bayou Ferblanc, puis le lac Laurier avant d'emprunter un pont enjambant la passe qui sépare la Grande-Isle du continent. 

## Histoire
La région fut d'abord peuplée par les Amérindiens avant d'être colonisée par les Français lors de la période de la Louisiane française. 
Port Fourchon fut développé par le Greater Lafourche Port Commission afin d'y installer un terminal pétrolier. Plusieurs compagnies pétrolières américaines se sont installées à Port Fourchon ainsi que dans l'île voisine de Grand Isle le long du Parc d'État de Grand-Isle à l'Est de la Grande-Isle.
Port Fourchon, en raison de sa situation géographique, est en première ligne lors du passage des nombreux ouragans et cyclones. 